# Sharia4Belgium
Sharia4Belgium byla v roce 2010 založená belgická salafistická organizace, jejímž mluvčím byl Fouad Belkacem alias Abu Imran. Sharia4Belgium odsuzovala demokracii a vyzývala k přeměně Belgie na islámský stát.
V roce 2015 byla označena belgickým soudem za teroristickou organizaci a následně rozpuštěna.

## Historie
Fouad Belkacem často hovořil velmi kontroverzně, kázal o trestu smrti pro homosexuály a říkal, že se modlí za Usámu bin Ládina. Na začátku dubna roku 2010 prohlásila belgická ministryně vnitra Annemie Turtelboomová, že bude pozorně monitorovat internetové stránky této organizace, na což poskytovatel webových stránek zareagoval tím, že je vypnul. V roce 2011 organizace označila smrt političky vlámské pravicové strany Marie-Rose Morelové za trest Boží. Také Bartu De Weverovi, Filipu Dewinterovi a Geertu Wildersovi bylo řečeno, že mohou očekávat podobné následky, pokud neprojeví lítost. Ministrovi obrany Pieteru De Cremovi bylo na internetu vyhrožováno smrtí kvůli belgické účasti v operaci Odyssey Dawn v Libyi.
Když byl Belkacem pozván, aby se v roce 2012 zúčastnil globální konference o šaríe, kterou pořádalo radikální islámské hnutí Sharia4Holland, nizozemská Strana za svobodu požádala ministry Ivo Opsteltena a Gerda Leerse k označení Belkacema jako persony non grata.
Ačkoli Sharia4Belgium byla povolána před belgický nápravní soud za podněcování k nenávisti, ani organizace, ani její členové nebyli odsouzeni. Její předák Belkacem má záznam v trestním rejstříku za vloupání a vyhýbání se vězení a byl odsouzen v roce 2002, 2004 a 2007. V roce 2012 byl opět odsouzen v Antverpách, aby byl za dva roky poté uvězněn za podněcování k nenávisti vůči nemuslimům. Maroko usiluje o jeho vydání v souvislosti s obchodem s drogami.
Belkacem byl zatčen dne 7. června 2012, v únoru roku 2015 byl usvědčen z verbování džihádistů pro občanskou válku v Sýrii a odsouzen k 12 letům odnětí svobody. 23. října 2018 zbavil soud Belkacema belgického občanství a byl zahájen proces jeho deportace do Maroka.